# Gegenes letterstedti
Gegenes letterstedti is een vlinder uit de familie van de dikkopjes (Hesperiidae). De soort is voor het eerst wetenschappelijk beschreven als Hesperia letterstedti door Hans Daniel Johan Wallengren in een publicatie uit 1857.
De soort komt voor in het Afrotropisch gebied waaronder Senegal, Gambia, Guinea-Bissau, Guinee, Sierra Leone, Liberia, Ivoorkust, Ghana, Benin, Nigeria, Sao Tome en Principe, Gabon, Angola, Congo-Kinshasa, Oeganda, Kenia, Tanzania, Malawi, Zambia, Mozambique, Zimbabwe, Botswana, Namibië, Zuid-Afrika, Swaziland, Lesotho, Saudi Arabië en Jemen.